# Etaper i Giro d'Italia 2010
Etaperne i Giro d'Italia 2010 strækker sig over 21 etaper (med 2 hviledage) fra d. 8. maj til og med d. 30. maj.

## 1. etape
8. maj 2010 — Amsterdam (Holland), 8,4 km (enkeltstart)
Resultat og samlede stilling efter 1. etape
|    | Rytter                    | Hold               | Tid   |
| -- | ------------------------- | ------------------ | ----- |
| 1  | Bradley Wiggins (GBR)     | Team Sky           | 10.18 |
| 2  | Brent Bookwalter (USA)    | BMC Racing Team    | + 2   |
| 3  | Cadel Evans (AUS)         | BMC Racing Team    | + 2   |
| 4  | Aleksandr Vinokurov (KAZ) | Astana Pro Team    | + 5   |
| 5  | Greg Henderson (NZL)      | Team Sky           | + 5   |
| 6  | Richie Porte (AUS)        | Team Saxo Bank     | + 5   |
| 7  | David Millar (GBR)        | Garmin-Transitions | + 6   |
| 8  | Gustav Larsson (SWE)      | Team Saxo Bank     | + 7   |
| 9  | Jos van Emden (NED)       | Rabobank           | + 9   |
| 10 | Marco Pinotti (ITA)       | Team HTC-Columbia  | + 9   |

## 2. etape
9. maj 2010 — Amsterdam (Holland) til Utrecht (Holland), 209 km
Løbet forsatte i Holland, og etapen blev præget af flere styrt på de pandekageflade veje mellem Amsterdam og Utrecht. Bradley Wiggins fik en dårlig dag i den rosa trøje. 5 km før mål var briten involveret i et styrt, og tabte over et halvt minut til teten. Amerikaneren Tyler Farrar var stærkest i spurten og sikrede sig sin første etapesejr i Giroen, og sin anden etapetriumf i en Grand Tour. Cadel Evans overtog ledelsen i den samlede stilling og sikrede sig den rosa trøje for anden gang i karrieren.
|    | Rytter                    | Hold                | Tid     |
| -- | ------------------------- | ------------------- | ------- |
| 1  | Tyler Farrar (USA)        | Garmin-Transitions  | 4:56.46 |
| 2  | Matthew Goss (AUS)        | Team HTC-Columbia   | s.t.    |
| 3  | Fabio Sabatini (ITA)      | Liquigas-Doimo      | s.t.    |
| 4  | André Greipel (GER)       | Team HTC-Columbia   | s.t.    |
| 5  | Alessandro Petacchi (ITA) | Lampre-Farnese Vini | s.t.    |
| 6  | Christopher Sutton (AUS)  | Team Sky            | s.t.    |
| 7  | Robbie McEwen (AUS)       | Team Katusha        | s.t.    |
| 8  | Graeme Brown (AUS)        | Rabobank            | s.t.    |
| 9  | Julian Dean (NZL)         | Garmin-Transitions  | s.t.    |
| 10 | Sacha Modolo (ITA)        | Colnago-CSF Inox    | s.t.    |

|    | Rytter                    | Hold               | Tid     |
| -- | ------------------------- | ------------------ | ------- |
| 1  | Cadel Evans (AUS)         | BMC Racing Team    | 5:07.09 |
| 2  | Tyler Farrar (USA)        | Garmin-Transitions | + 1     |
| 3  | Aleksandr Vinokurov (KAZ) | Astana Pro Team    | + 3     |
| 4  | Richie Porte (AUS)        | Team Saxo Bank     | + 3     |
| 5  | David Millar (GBR)        | Garmin-Transitions | + 4     |
| 6  | Jos van Emden (NED)       | Rabobank           | + 7     |
| 7  | Vincenzo Nibali (ITA)     | Liquigas-Doimo     | + 8     |
| 8  | Tom Stamsnijder (NED)     | Rabobank           | + 9     |
| 9  | Marcel Sieberg (GER)      | Team HTC-Columbia  | + 10    |
| 10 | Matthew Goss (AUS)        | Team HTC-Columbia  | + 13    |

## 3. etape
10. maj 2010 — Amsterdam (Holland) til Middelburg (Holland), 224 km
|    | Rytter                    | Hold                | Tid     |
| -- | ------------------------- | ------------------- | ------- |
| 1  | Wouter Weylandt (BEL)     | Quick Step          | 5:00.06 |
| 2  | Graeme Brown (AUS)        | Rabobank            | s.t.    |
| 3  | Robert Förster (GER)      | Team Milram         | s.t.    |
| 4  | Danilo Hondo (GER)        | Lampre-Farnese Vini | s.t.    |
| 5  | Adam Blythe (GBR)         | Omega Pharma-Lotto  | s.t.    |
| 6  | André Greipel (GER)       | Team HTC-Columbia   | s.t.    |
| 7  | Linus Gerdemann (GER)     | Team Milram         | s.t.    |
| 8  | Vincenzo Nibali (ITA)     | Liquigas-Doimo      | s.t.    |
| 9  | Thomas Rohregger (AUT)    | Team Milram         | s.t.    |
| 10 | Aleksandr Vinokurov (KAZ) | Astana Pro Team     | s.t.    |

|    | Rytter                    | Hold               | Tid      |
| -- | ------------------------- | ------------------ | -------- |
| 1  | Aleksandr Vinokurov (KAZ) | Astana Pro Team    | 10:07.18 |
| 2  | Richie Porte (AUS)        | Team Saxo Bank     | + 0      |
| 3  | David Millar (GBR)        | Garmin-Transitions | + 1      |
| 4  | Vincenzo Nibali (ITA)     | Liquigas-Doimo     | + 5      |
| 5  | Marcel Sieberg (GER)      | Team HTC-Columbia  | + 7      |
| 6  | Matthew Goss (AUS)        | Team HTC-Columbia  | + 10     |
| 7  | André Greipel (GER)       | Team HTC-Columbia  | + 10     |
| 8  | Linus Gerdemann (GER)     | Team Milram        | + 12     |
| 9  | Stefano Garzelli (ITA)    | Acqua & Sapone     | + 15     |
| 10 | Pieter Weening (NED)      | Rabobank           | + 16     |

## 4. etape
12. maj 2010 — Savigliano til Cuneo, 32,5 (holdtidskørsel)
|    | Hold               | Tid   |
| -- | ------------------ | ----- |
| 1  | Liquigas-Doimo     | 36.37 |
| 2  | Team Sky           | + 13  |
| 3  | Team HTC-Columbia  | + 21  |
| 4  | Team Katusha       | + 27  |
| 5  | Cervélo TestTeam   | + 38  |
| 6  | Astana Pro Team    | + 38  |
| 7  | Omega Pharma-Lotto | + 46  |
| 8  | Garmin-Transitions | + 49  |
| 9  | Team Saxo Bank     | + 50  |
| 10 | Team Milram        | + 57  |

|    | Rytter                    | Hold               | Tid      |
| -- | ------------------------- | ------------------ | -------- |
| 1  | Vincenzo Nibali (ITA)     | Liquigas-Doimo     | 10:44.00 |
| 2  | Ivan Basso (ITA)          | Liquigas-Doimo     | + 13     |
| 3  | Valerio Agnoli (ITA)      | Liquigas-Doimo     | + 20     |
| 4  | Matthew Goss (AUS)        | Team HTC-Columbia  | + 26     |
| 5  | André Greipel (GER)       | Team HTC-Columbia  | + 26     |
| 6  | Aleksandr Vinokurov (KAZ) | Astana Pro Team    | + 33     |
| 7  | Vladimir Karpets (RUS)    | Team Katusha       | + 39     |
| 8  | Richie Porte (AUS)        | Team Saxo Bank     | + 45     |
| 9  | David Millar (GBR)        | Garmin-Transitions | + 45     |
| 10 | Paolo Tiralongo (ITA)     | Astana Pro Team    | + 59     |

## 5. etape
13. maj 2010 — Novara til Novi Ligure, 168 km
|    | Rytter                      | Hold                  | Tid     |
| -- | --------------------------- | --------------------- | ------- |
| 1  | Jérôme Pineau (FRA)         | Quick Step            | 3:45.59 |
| 2  | Julien Fouchard (FRA)       | Cofidis               | s.t.    |
| 3  | Yukiya Arashiro (JPN)       | Bbox Bouygues Telecom | s.t.    |
| 4  | Tyler Farrar (USA)          | Garmin-Transitions    | + 4     |
| 5  | Greg Henderson (NZL)        | Team Sky              | + 4     |
| 6  | Alessandro Petacchi (ITA)   | Lampre-Farnese Vini   | + 4     |
| 7  | Graeme Brown (AUS)          | Rabobank              | + 4     |
| 8  | André Greipel (GER)         | Team HTC-Columbia     | + 4     |
| 9  | Lucas Sebastián Haedo (ARG) | Team Saxo Bank        | + 4     |
| 10 | William Bonnet (FRA)        | Bbox Bouygues Telecom | + 4     |

|    | Rytter                    | Hold               | Tid      |
| -- | ------------------------- | ------------------ | -------- |
| 1  | Vincenzo Nibali (ITA)     | Liquigas-Doimo     | 14:30.03 |
| 2  | Ivan Basso (ITA)          | Liquigas-Doimo     | + 13     |
| 3  | Valerio Agnoli (ITA)      | Liquigas-Doimo     | + 20     |
| 4  | Matthew Goss (AUS)        | Team HTC-Columbia  | + 26     |
| 5  | André Greipel (GER)       | Team HTC-Columbia  | + 26     |
| 6  | Aleksandr Vinokurov (KAZ) | Astana Pro Team    | + 33     |
| 7  | Vladimir Karpets (RUS)    | Team Katusha       | + 39     |
| 8  | Richie Porte (AUS)        | Team Saxo Bank     | + 45     |
| 9  | David Millar (GBR)        | Garmin-Transitions | + 45     |
| 10 | Paolo Tiralongo (ITA)     | Astana Pro Team    | + 59     |

## 6. etape
14. maj 2010 — Fidenza til Marina di Carrara, 166 km
|    | Rytter                   | Hold                  | Tid     |
| -- | ------------------------ | --------------------- | ------- |
| 1  | Matthew Lloyd (AUS)      | Omega Pharma-Lotto    | 4:24.20 |
| 2  | Rubens Bertogliati (SUI) | Androni Giocattoli    | + 1.06  |
| 3  | Danilo Hondo (GER)       | Lampre-Farnese Vini   | + 1.15  |
| 4  | Manuel Belletti (ITA)    | Colnago-CSF Inox      | + 1.15  |
| 5  | Filippo Pozzato (ITA)    | Team Katusha          | + 1.15  |
| 6  | William Bonnet (FRA)     | Bbox Bouygues Telecom | + 1.15  |
| 7  | Sacha Modolo (ITA)       | Colnago-CSF Inox      | + 1.15  |
| 8  | Vasil Kiryienka (BLR)    | Caisse d'Epargne      | + 1.15  |
| 9  | Aleksandr Efimkin (RUS)  | Ag2r-La Mondiale      | + 1.15  |
| 10 | Baden Cooke (AUS)        | Team Saxo Bank        | + 1.15  |

|    | Rytter                    | Hold               | Tid      |
| -- | ------------------------- | ------------------ | -------- |
| 1  | Vincenzo Nibali (ITA)     | Liquigas-Doimo     | 18:55.38 |
| 2  | Ivan Basso (ITA)          | Liquigas-Doimo     | + 13     |
| 3  | Valerio Agnoli (ITA)      | Liquigas-Doimo     | + 20     |
| 4  | Aleksandr Vinokurov (KAZ) | Astana Pro Team    | + 33     |
| 5  | Vladimir Karpets (RUS)    | Team Katusha       | + 39     |
| 6  | Richie Porte (AUS)        | Team Saxo Bank     | + 45     |
| 7  | David Millar (GBR)        | Garmin-Transitions | + 45     |
| 8  | Baden Cooke (AUS)         | Team Saxo Bank     | + 1.03   |
| 9  | Linus Gerdemann (GER)     | Team Milram        | + 1.04   |
| 10 | Laurent Didier (LUX)      | Team Saxo Bank     | + 1.13   |

## 7. etape
15. maj 2010 — Carrara til Montalcino, 215 km
|    | Rytter                    | Hold                | Tid     |
| -- | ------------------------- | ------------------- | ------- |
| 1  | Cadel Evans (AUS)         | BMC Racing Team     | 5:13.37 |
| 2  | Damiano Cunego (ITA)      | Lampre-Farnese Vini | + 2     |
| 3  | Aleksandr Vinokurov (KAZ) | Astana Pro Team     | + 2     |
| 4  | Marco Pinotti (ITA)       | Team HTC-Columbia   | + 6     |
| 5  | David Arroyo (ESP)        | Caisse d'Epargne    | + 12    |
| 6  | Stefano Garzelli (ITA)    | Acqua & Sapone      | + 27    |
| 7  | John Gadret (FRA)         | Ag2r-La Mondiale    | + 29    |
| 8  | Michele Scarponi (ITA)    | Androni Giocattoli  | + 1.01  |
| 9  | Cayetano Sarmiento (COL)  | Acqua & Sapone      | + 1.07  |
| 10 | Jan Bakelandts (BEL)      | Omega Pharma-Lotto  | + 1.10  |

|    | Rytter                    | Hold               | Tid      |
| -- | ------------------------- | ------------------ | -------- |
| 1  | Aleksandr Vinokurov (KAZ) | Astana Pro Team    | 24:09.42 |
| 2  | Cadel Evans (AUS)         | BMC Racing Team    | + 1.12   |
| 3  | David Millar (GBR)        | Garmin-Transitions | + 1.29   |
| 4  | Vladimir Karpets (RUS)    | Team Katusha       | + 1.30   |
| 5  | Vincenzo Nibali (ITA)     | Liquigas-Doimo     | + 1.33   |
| 6  | Marco Pinotti (ITA)       | Team HTC-Columbia  | + 1.40   |
| 7  | Linus Gerdemann (GER)     | Team Milram        | + 1.48   |
| 8  | Ivan Basso (ITA)          | Liquigas-Doimo     | + 1.51   |
| 9  | Thomas Rohregger (AUT)    | Team Milram        | + 1.54   |
| 10 | Richie Porte (AUS)        | Team Saxo Bank     | + 2.00   |

## 8. etape
16. maj 2010 — Chianciano til Monte Terminillo, 189 km
|    | Rytter                     | Hold                | Tid     |
| -- | -------------------------- | ------------------- | ------- |
| 1  | Chris Anker Sørensen (DEN) | Team Saxo Bank      | 4:50.48 |
| 2  | Simone Stortoni (ITA)      | Colnago-CSF Inox    | + 30    |
| 3  | Xavier Tondó (ESP)         | Cervélo TestTeam    | + 36    |
| 4  | Jevgenij Petrov (RUS)      | Team Katusha        | + 49    |
| 5  | John Gadret (FRA)          | Ag2r-La Mondiale    | + 55    |
| 6  | Damiano Cunego (ITA)       | Lampre-Farnese Vini | + 56    |
| 7  | Stefano Garzelli (ITA)     | Acqua & Sapone      | + 56    |
| 8  | Aleksandr Vinokurov (KAZ)  | Astana Pro Team     | + 56    |
| 9  | Cadel Evans (AUS)          | BMC Racing Team     | + 56    |
| 10 | Ivan Basso (ITA)           | Liquigas-Doimo      | + 56    |

|    | Rytter                    | Hold                | Tid      |
| -- | ------------------------- | ------------------- | -------- |
| 1  | Aleksandr Vinokurov (KAZ) | Astana Pro Team     | 29:01.26 |
| 2  | Cadel Evans (AUS)         | BMC Racing Team     | + 1.12   |
| 3  | Vincenzo Nibali (ITA)     | Liquigas-Doimo      | + 1.33   |
| 4  | Ivan Basso (ITA)          | Liquigas-Doimo      | + 1.51   |
| 5  | Marco Pinotti (ITA)       | Team HTC-Columbia   | + 2.17   |
| 6  | Richie Porte (AUS)        | Team Saxo Bank      | + 2.26   |
| 7  | Vladimir Karpets (RUS)    | Team Katusha        | + 2.34   |
| 8  | Stefano Garzelli (ITA)    | Acqua & Sapone      | + 2.47   |
| 9  | Damiano Cunego (ITA)      | Lampre-Farnese Vini | + 3.08   |
| 10 | Michele Scarponi (ITA)    | Androni Giocattoli  | + 3.09   |

## 9. etape
17. maj 2010 — Frosinone til Cava de' Tirreni, 188 km
|    | Rytter                  | Hold                 | Tid     |
| -- | ----------------------- | -------------------- | ------- |
| 1  | Matthew Goss (AUS)      | Team HTC-Columbia    | 4:08.17 |
| 2  | Filippo Pozzato (ITA)   | Team Katusha         | s.t.    |
| 3  | Tyler Farrar (USA)      | Garmin-Transitions   | s.t.    |
| 4  | Robert Förster (GER)    | Team Milram          | s.t.    |
| 5  | Federico Canuti (ITA)   | Colnago-CSF Inox     | s.t.    |
| 6  | Sébastien Hinault (FRA) | Ag2r-La Mondiale     | s.t.    |
| 7  | Wouter Weylandt (BEL)   | Quick Step           | s.t.    |
| 8  | Greg Henderson (NZL)    | Team Sky             | s.t.    |
| 9  | Jos van Emden (NED)     | Rabobank             | s.t.    |
| 10 | Markus Eibegger (AUT)   | Footon-Servetto-Fuji | s.t.    |

|    | Rytter                    | Hold                | Tid      |
| -- | ------------------------- | ------------------- | -------- |
| 1  | Aleksandr Vinokurov (KAZ) | Astana Pro Team     | 33:09.43 |
| 2  | Cadel Evans (AUS)         | BMC Racing Team     | + 1.12   |
| 3  | Vincenzo Nibali (ITA)     | Liquigas-Doimo      | + 1.33   |
| 4  | Ivan Basso (ITA)          | Liquigas-Doimo      | + 1.51   |
| 5  | Marco Pinotti (ITA)       | Team HTC-Columbia   | + 2.17   |
| 6  | Richie Porte (AUS)        | Team Saxo Bank      | + 2.26   |
| 7  | Vladimir Karpets (RUS)    | Team Katusha        | + 2.34   |
| 8  | Stefano Garzelli (ITA)    | Acqua & Sapone      | + 2.47   |
| 9  | Damiano Cunego (ITA)      | Lampre-Farnese Vini | + 3.08   |
| 10 | Michele Scarponi (ITA)    | Androni Giocattoli  | + 3.09   |

## 10. etape
18. maj 2010 — Avellino til Bitonto, 220 km
|    | Rytter                  | Hold                | Tid     |
| -- | ----------------------- | ------------------- | ------- |
| 1  | Tyler Farrar (USA)      | Garmin-Transitions  | 5:49.14 |
| 2  | Fabio Sabatini (ITA)    | Liquigas-Doimo      | s.t.    |
| 3  | Julian Dean (NZL)       | Garmin-Transitions  | s.t.    |
| 4  | Robbie McEwen (AUS)     | Team Katusha        | s.t.    |
| 5  | Robert Förster (GER)    | Team Milram         | s.t.    |
| 6  | Sébastien Hinault (FRA) | Ag2r-La Mondiale    | s.t.    |
| 7  | André Greipel (GER)     | Team HTC-Columbia   | s.t.    |
| 8  | Danilo Hondo (GER)      | Lampre-Farnese Vini | s.t.    |
| 9  | Leonardo Duque (COL)    | Cofidis             | s.t.    |
| 10 | Mathew Hayman (AUS)     | Team Sky            | + 3     |

|    | Rytter                    | Hold                | Tid      |
| -- | ------------------------- | ------------------- | -------- |
| 1  | Aleksandr Vinokurov (KAZ) | Astana Pro Team     | 38:59.00 |
| 2  | Cadel Evans (AUS)         | BMC Racing Team     | + 1.12   |
| 3  | Vincenzo Nibali (ITA)     | Liquigas-Doimo      | + 1.33   |
| 4  | Ivan Basso (ITA)          | Liquigas-Doimo      | + 1.51   |
| 5  | Marco Pinotti (ITA)       | Team HTC-Columbia   | + 2.17   |
| 6  | Richie Porte (AUS)        | Team Saxo Bank      | + 2.26   |
| 7  | Vladimir Karpets (RUS)    | Team Katusha        | + 2.34   |
| 8  | Stefano Garzelli (ITA)    | Acqua & Sapone      | + 2.47   |
| 9  | Damiano Cunego (ITA)      | Lampre-Farnese Vini | + 3.08   |
| 10 | Michele Scarponi (ITA)    | Androni Giocattoli  | + 3.09   |

## 11. etape
19. maj 2010 — Lucera til L'Aquila, 256 km
|    | Rytter                  | Hold               | Tid     |
| -- | ----------------------- | ------------------ | ------- |
| 1  | Jevgenij Petrov (RUS)   | Team Katusha       | 6:28.29 |
| 2  | Dario Cataldo (ITA)     | Quick Step         | + 5     |
| 3  | Carlos Sastre (ESP)     | Cervélo TestTeam   | + 5     |
| 4  | Bradley Wiggins (GBR)   | Team Sky           | + 7     |
| 5  | Aleksandr Efimkin (RUS) | Ag2r-La Mondiale   | + 7     |
| 6  | Linus Gerdemann (GER)   | Team Milram        | + 7     |
| 7  | Jérôme Pineau (FRA)     | Quick Step         | + 7     |
| 8  | David Arroyo (ESP)      | Caisse d'Epargne   | + 7     |
| 9  | Xavier Tondó (ESP)      | Cervélo TestTeam   | + 7     |
| 10 | Jan Bakelandts (BEL)    | Omega Pharma-Lotto | + 7     |

|    | Rytter                   | Hold             | Tid      |
| -- | ------------------------ | ---------------- | -------- |
| 1  | Richie Porte (AUS)       | Team Saxo Bank   | 45:30.16 |
| 2  | David Arroyo (ESP)       | Caisse d'Epargne | + 1.42   |
| 3  | Robert Kiserlovski (CRO) | Liquigas-Doimo   | + 1.56   |
| 4  | Xavier Tondó (ESP)       | Cervélo TestTeam | + 3.54   |
| 5  | Valerio Agnoli (ITA)     | Liquigas-Doimo   | + 4.41   |
| 6  | Aleksandr Efimkin (RUS)  | Ag2r-La Mondiale | + 5.16   |
| 7  | Linus Gerdemann (GER)    | Team Milram      | + 5.34   |
| 8  | Carlos Sastre (ESP)      | Cervélo TestTeam | + 7.09   |
| 9  | Laurent Didier (LUX)     | Team Saxo Bank   | + 7.24   |
| 10 | Bradley Wiggins (GBR)    | Team Sky         | + 8.14   |

## 12. etape
20. maj 2010 — Città Sant'Angelo til Porto Recanati, 191 km
|    | Rytter                    | Hold                  | Tid     |
| -- | ------------------------- | --------------------- | ------- |
| 1  | Filippo Pozzato (ITA)     | Team Katusha          | 5:15.50 |
| 2  | Thomas Voeckler (FRA)     | Bbox Bouygues Telecom | s.t.    |
| 3  | Jérôme Pineau (FRA)       | Quick Step            | s.t.    |
| 4  | Stefano Garzelli (ITA)    | Acqua & Sapone        | s.t.    |
| 5  | Aleksandr Vinokurov (KAZ) | Astana Pro Team       | s.t.    |
| 6  | Vincenzo Nibali (ITA)     | Liquigas-Doimo        | s.t.    |
| 7  | Marco Pinotti (ITA)       | Team HTC-Columbia     | s.t.    |
| 8  | Michele Scarponi (ITA)    | Androni Giocattoli    | s.t.    |
| 9  | Damiano Cunego (ITA)      | Lampre-Farnese Vini   | s.t.    |
| 10 | Ivan Basso (ITA)          | Liquigas-Doimo        | s.t.    |

|    | Rytter                   | Hold             | Tid      |
| -- | ------------------------ | ---------------- | -------- |
| 1  | Richie Porte (AUS)       | Team Saxo Bank   | 50:46.16 |
| 2  | David Arroyo (ESP)       | Caisse d'Epargne | + 1.42   |
| 3  | Robert Kiserlovski (CRO) | Liquigas-Doimo   | + 1.56   |
| 4  | Xavier Tondó (ESP)       | Cervélo TestTeam | + 3.54   |
| 5  | Valerio Agnoli (ITA)     | Liquigas-Doimo   | + 4.41   |
| 6  | Aleksandr Efimkin (RUS)  | Ag2r-La Mondiale | + 5.16   |
| 7  | Linus Gerdemann (GER)    | Team Milram      | + 5.34   |
| 8  | Carlos Sastre (ESP)      | Cervélo TestTeam | + 7.09   |
| 9  | Laurent Didier (LUX)     | Team Saxo Bank   | + 7.24   |
| 10 | Bradley Wiggins (GBR)    | Team Sky         | + 8.14   |

## 13. etape
21. maj 2010 — Porto Recanati til Cesenatico, 222 km
|    | Rytter                | Hold                  | Tid     |
| -- | --------------------- | --------------------- | ------- |
| 1  | Manuel Belletti (ITA) | Colnago-CSF Inox      | 5:27.12 |
| 2  | Greg Henderson (NZL)  | Team Sky              | s.t.    |
| 3  | Iban Mayoz (ESP)      | Footon-Servetto-Fuji  | s.t.    |
| 4  | Paul Voss (GER)       | Team Milram           | s.t.    |
| 5  | Sebastian Lang (GER)  | Omega Pharma-Lotto    | s.t.    |
| 6  | Kalle Kriit (EST)     | Cofidis               | s.t.    |
| 7  | Mathieu Claude (FRA)  | Bbox Bouygues Telecom | s.t.    |
| 8  | Craig Lewis (USA)     | Team HTC-Columbia     | s.t.    |
| 9  | Sergej Klimov (RUS)   | Team Katusha          | s.t.    |
| 10 | Cameron Meyer (AUS)   | Garmin-Transitions    | + 5     |

|    | Rytter                   | Hold             | Tid      |
| -- | ------------------------ | ---------------- | -------- |
| 1  | Richie Porte (AUS)       | Team Saxo Bank   | 56:20.56 |
| 2  | David Arroyo (ESP)       | Caisse d'Epargne | + 1.42   |
| 3  | Robert Kiserlovski (CRO) | Liquigas-Doimo   | + 1.56   |
| 4  | Xavier Tondó (ESP)       | Cervélo TestTeam | + 3.54   |
| 5  | Valerio Agnoli (ITA)     | Liquigas-Doimo   | + 4.41   |
| 6  | Aleksandr Efimkin (RUS)  | Ag2r-La Mondiale | + 5.16   |
| 7  | Linus Gerdemann (GER)    | Team Milram      | + 5.34   |
| 8  | Carlos Sastre (ESP)      | Cervélo TestTeam | + 7.09   |
| 9  | Laurent Didier (LUX)     | Team Saxo Bank   | + 7.24   |
| 10 | Bradley Wiggins (GBR)    | Team Sky         | + 8.14   |

## 14. etape
22. maj 2010 — Ferrara til Asolo (Monte Grappa), 201 km
|    | Rytter                    | Hold                | Tid     |
| -- | ------------------------- | ------------------- | ------- |
| 1  | Vincenzo Nibali (ITA)     | Liquigas-Doimo      | 4:57.51 |
| 2  | Ivan Basso (ITA)          | Liquigas-Doimo      | + 23    |
| 3  | Michele Scarponi (ITA)    | Androni Giocattoli  | + 23    |
| 4  | Cadel Evans (AUS)         | BMC Racing Team     | + 23    |
| 5  | Aleksandr Vinokurov (KAZ) | Astana Pro Team     | + 1.34  |
| 6  | Branislau Samoilau (BLR)  | Quick Step          | + 2.25  |
| 7  | Bauke Mollema (NED)       | Rabobank            | + 2.25  |
| 8  | Damiano Cunego (ITA)      | Lampre-Farnese Vini | + 2.25  |
| 9  | Linus Gerdemann (GER)     | Team Milram         | + 2.25  |
| 10 | Marco Pinotti (ITA)       | Team HTC-Columbia   | + 2.25  |

|    | Rytter                    | Hold             | Tid      |
| -- | ------------------------- | ---------------- | -------- |
| 1  | David Arroyo (ESP)        | Caisse d'Epargne | 61:22.54 |
| 2  | Richie Porte (AUS)        | Team Saxo Bank   | + 39     |
| 3  | Xavier Tondó (ESP)        | Cervélo TestTeam | + 2.12   |
| 4  | Robert Kiserlovski (CRO)  | Liquigas-Doimo   | + 2.35   |
| 5  | Linus Gerdemann (GER)     | Team Milram      | + 3.52   |
| 6  | Carlos Sastre (ESP)       | Cervélo TestTeam | + 5.27   |
| 7  | Bradley Wiggins (GBR)     | Team Sky         | + 6.32   |
| 8  | Vincenzo Nibali (ITA)     | Liquigas-Doimo   | + 6.51   |
| 9  | Aleksandr Vinokurov (KAZ) | Astana Pro Team  | + 7.15   |
| 10 | Cadel Evans (AUS)         | BMC Racing Team  | + 7.26   |

## 15. etape
23. maj 2010 — Mestre til Zoncolan, 218 km
|    | Rytter                    | Hold                | Tid     |
| -- | ------------------------- | ------------------- | ------- |
| 1  | Ivan Basso (ITA)          | Liquigas-Doimo      | 6:21.58 |
| 2  | Cadel Evans (AUS)         | BMC Racing Team     | + 1.19  |
| 3  | Michele Scarponi (ITA)    | Androni Giocattoli  | + 1.30  |
| 4  | Damiano Cunego (ITA)      | Lampre-Farnese Vini | + 1.58  |
| 5  | Aleksandr Vinokurov (KAZ) | Astana Pro Team     | + 2.26  |
| 6  | Carlos Sastre (ESP)       | Cervélo TestTeam    | + 2.44  |
| 7  | Vincenzo Nibali (ITA)     | Liquigas-Doimo      | + 3.07  |
| 8  | Marco Pinotti (ITA)       | Team HTC-Columbia   | + 3.20  |
| 9  | Daniel Martin (IRE)       | Garmin-Transitions  | + 3.31  |
| 10 | John Gadret (FRA)         | Ag2r-La Mondiale    | + 3.46  |

|    | Rytter                    | Hold               | Tid      |
| -- | ------------------------- | ------------------ | -------- |
| 1  | David Arroyo (ESP)        | Caisse d'Epargne   | 67:48.42 |
| 2  | Richie Porte (AUS)        | Team Saxo Bank     | + 2.35   |
| 3  | Ivan Basso (ITA)          | Liquigas-Doimo     | + 3.33   |
| 4  | Carlos Sastre (ESP)       | Cervélo TestTeam   | + 4.21   |
| 5  | Cadel Evans (AUS)         | BMC Racing Team    | + 4.43   |
| 6  | Aleksandr Vinokurov (KAZ) | Astana Pro Team    | + 5.51   |
| 7  | Vincenzo Nibali (ITA)     | Liquigas-Doimo     | + 6.08   |
| 8  | Michele Scarponi (ITA)    | Androni Giocattoli | + 6.34   |
| 9  | Linus Gerdemann (GER)     | Team Milram        | + 7.12   |
| 10 | Robert Kiserlovski (CRO)  | Liquigas-Doimo     | + 8.13   |